# Comostolopsis rubropunctata
Comostolopsis rubropunctata là một loài bướm đêm trong họ Geometridae.